# Laughing Ladies

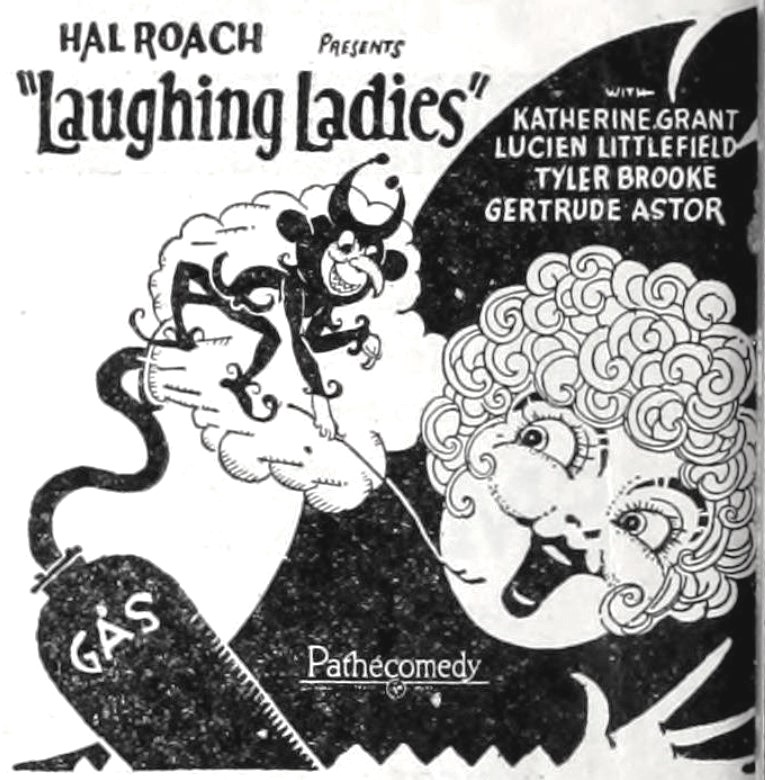
Annonce pour le film.

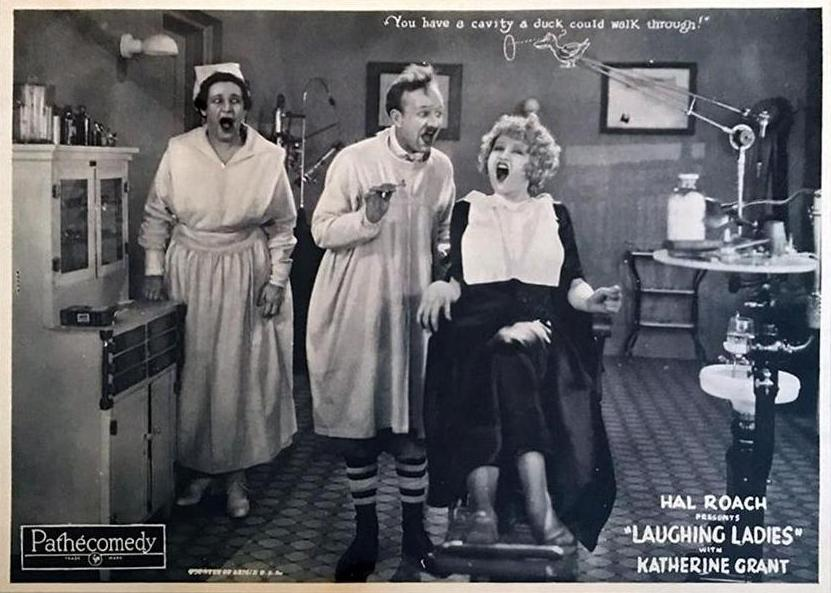
Scène du film avec Helen Gilmore, Lucien Littlefield et Katherine Grant.

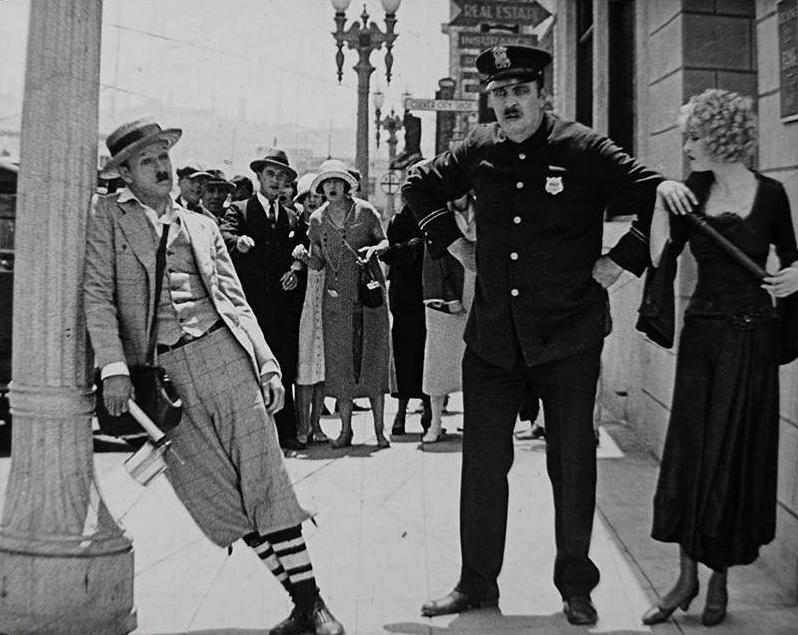
Lucien Littlefield, Tiny Sandford et Katherine Grant.

Laughing Ladies est un film américain réalisé par James W. Horne, sorti en 1925.

## Synopsis
Un dentiste aime administrer du gaz hilarant à ses patients. Lorsqu'une jeune femme se présente à son cabinet avec une dent douloureuse, il lui administre une dose importante. Sous l'influence du gaz hilarant, elle quitte le cabinet et s'engage allègrement dans la circulation, fait la cour à un homme marié sous le regard de sa femme et finit par se mettre dans de beaux draps.

## Fiche technique
- Réalisation : James W. Horne
- Assistant réalisateur : H.W. Scott
- Scénariste : James Parrott, Hal Yates
- Producteur : Hal Roach
- Genre : Comédie[1]
- Photographie : Glen Carrier, Harry W. Gerstad
- Date de sortie : 29 novembre 1925

## Distribution
- Lucien Littlefield : le dentiste
- Katherine Grant : la femme du chef de la police
- Tyler Brooke : L'homme marié et élégant
- Gertrude Astor : la femme
- Sammy Brooks
- Martha Sleeper
- William Gillespie
- Helen Gilmore: l'assistante du dentiste
- Bull Montana
- Oliver Hardy: un policier